# Schwarzfrüchtiger Zweizahn
Der Schwarzfrüchtige Zweizahn (Bidens frondosa, Syn.: Bidens melanocarpus) ist eine Pflanzenart aus der Gattung Zweizähne (Bidens) innerhalb der Familie der Korbblütler (Asteraceae).

## Beschreibung

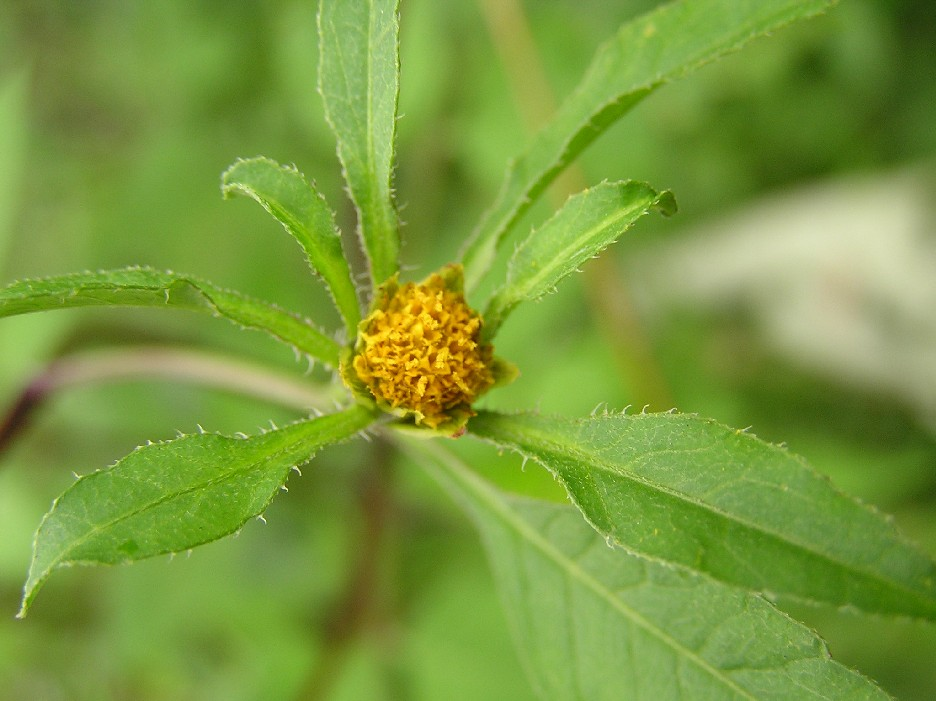
Blütenstand

### Vegetative Merkmale
Beim Schwarzfrüchtigen Zweizahn handelt sich um eine einjährige krautige Pflanze, die Wuchshöhen von 30 bis 120 Zentimetern erreicht, in Ausnahmefällen kann sie aber im Schilf auch Wuchshöhen von bis zu 300 Zentimetern erreichen. Diese Art wächst meist vom Grund an stark verzweigt mit schräg aufwärts gerichteten Verzweigungen. Der Stängel ist häufig purpurfarben verfärbt.
Die gegenständig angeordneten Laubblätter sind in Blattstiel und -spreite gegliedert. Der Blattstiel ist relativ lang. Die Blattspreite ist meist dreiteilig, selten bis fünfteilig gefiedert. Die lanzettlichen Blättchen sind deutlich gesägt und mit verschmälertem, oft unsymmetrischem Grund an der Blattspindel sitzend. Die Laubblätter sind im Gegensatz zum Dreiteiligen Zweizahn und zum Strahligen Zweizahn ganz in Teilblättchen getrennt.

### Generative Merkmale
Die Blütezeit reicht von August bis September. Die Körbchen sind von fünf bis acht ungleich großen Hochblättern umgeben, die meist schmal lanzettlich geformt sind. Die Hüllblätter der Körbchen sind dagegen breit-oval und an der Spitze manchmal etwas rötlich eingefärbt. Auf dem Blütenkorbboden zwischen den Röhrenblüten befinden sich schwärzliche, trockene Spreublätter. Die Blütenkörbchen, die einen Durchmesser von 5 bis 10 Millimetern aufweisen, enthalten nur gelbe Röhrenblüten. Zungenblüten fehlen.
Die flachen, schwärzlichen bis schwärzlich-braunen Achänen sind auch auf der Fläche höckrig. Oben auf den Achänen sitzen zwei grannenförmige Zähne, die mit in der Regel rückwärts gerichteten Stacheln besetzt sind.
Die Chromosomengrundzahl beträgt x = 12; es liegt Tetraploidie mit einer Chromosomenzahl von 2n = 48 vor.

## Systematik
Die Erstveröffentlichung von Bidens frondosa erfolgte 1753 durch Carl von Linné in Species Plantarum, Tomus II, S. 832.
Je nach Autor gibt es wenige Varietäten, meist sind es aber Synonyme für Bidens frondosa. Bei Bidens frondosa var. anomala sind die Grannen der Früchte im Gegensatz zur Varietät Bidens frondosa var. frondosa mit aufwärts gerichteten Stacheln versehen.:
- Bidens frondosa L. var. frondosa

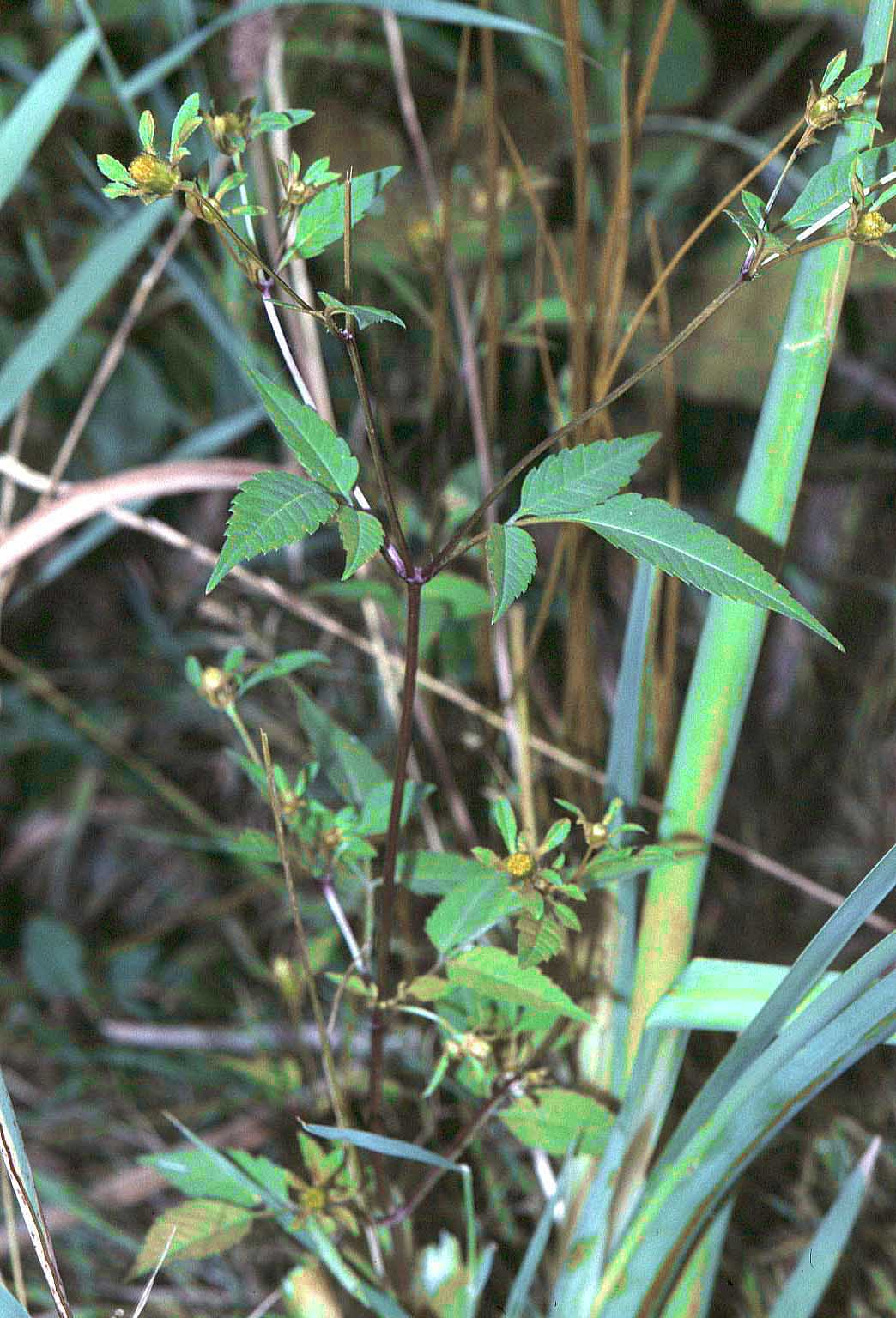
Bidens frondosa var. frondosa (Habitus)
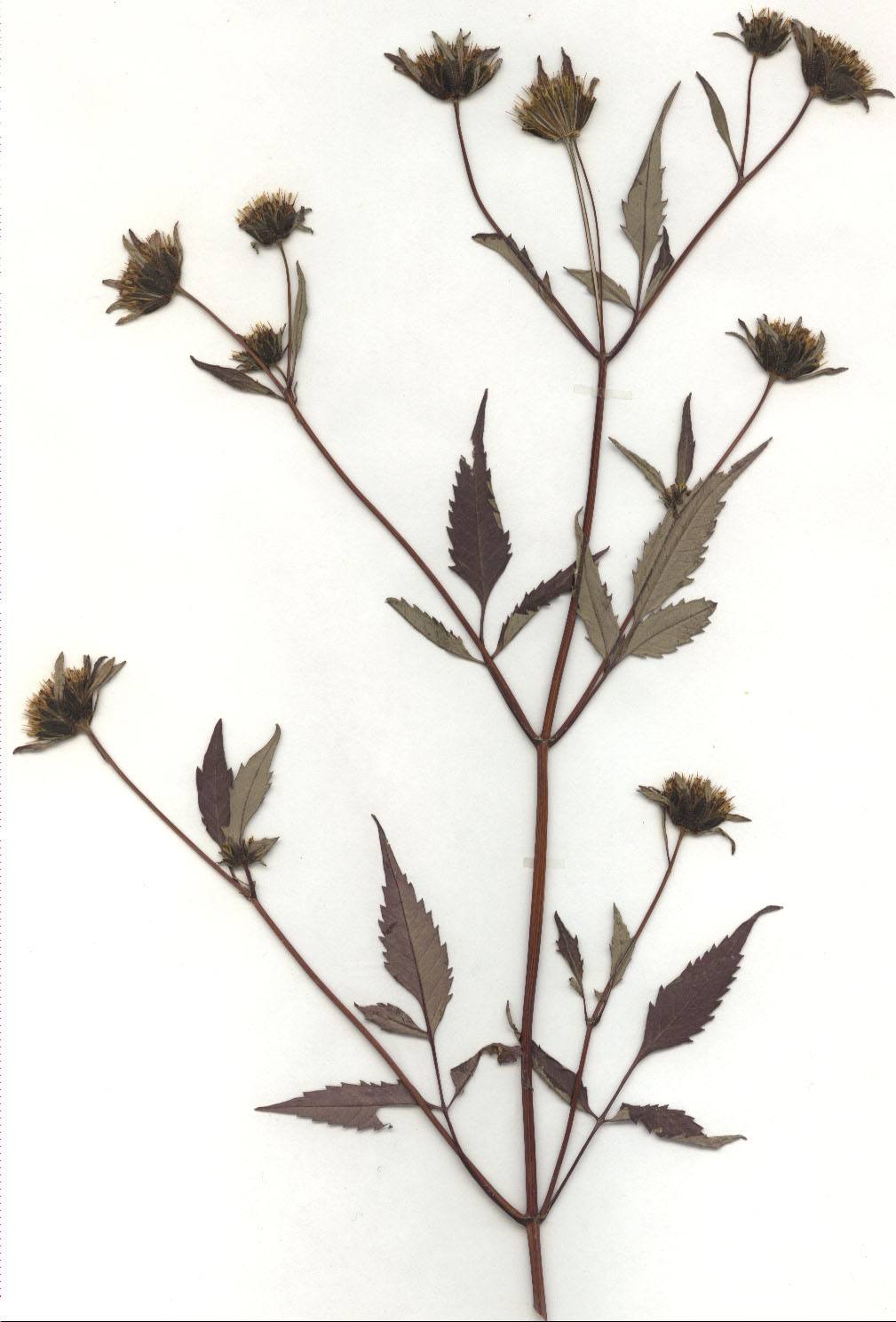
Bidens frondosa var. frondosa (Herbarbeleg)
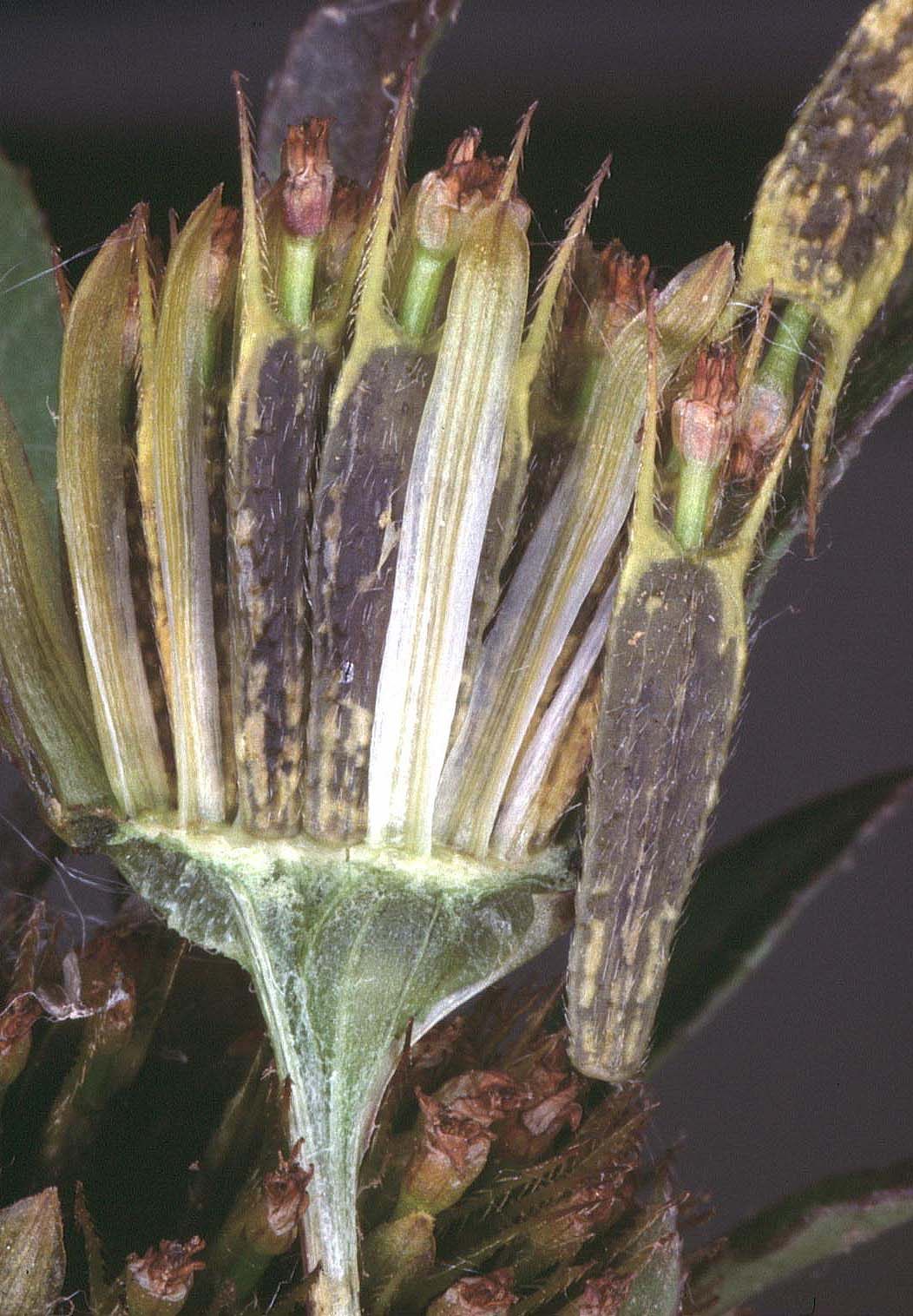
Bidens frondosa var. frondosa (Blütenstand mit Früchten)
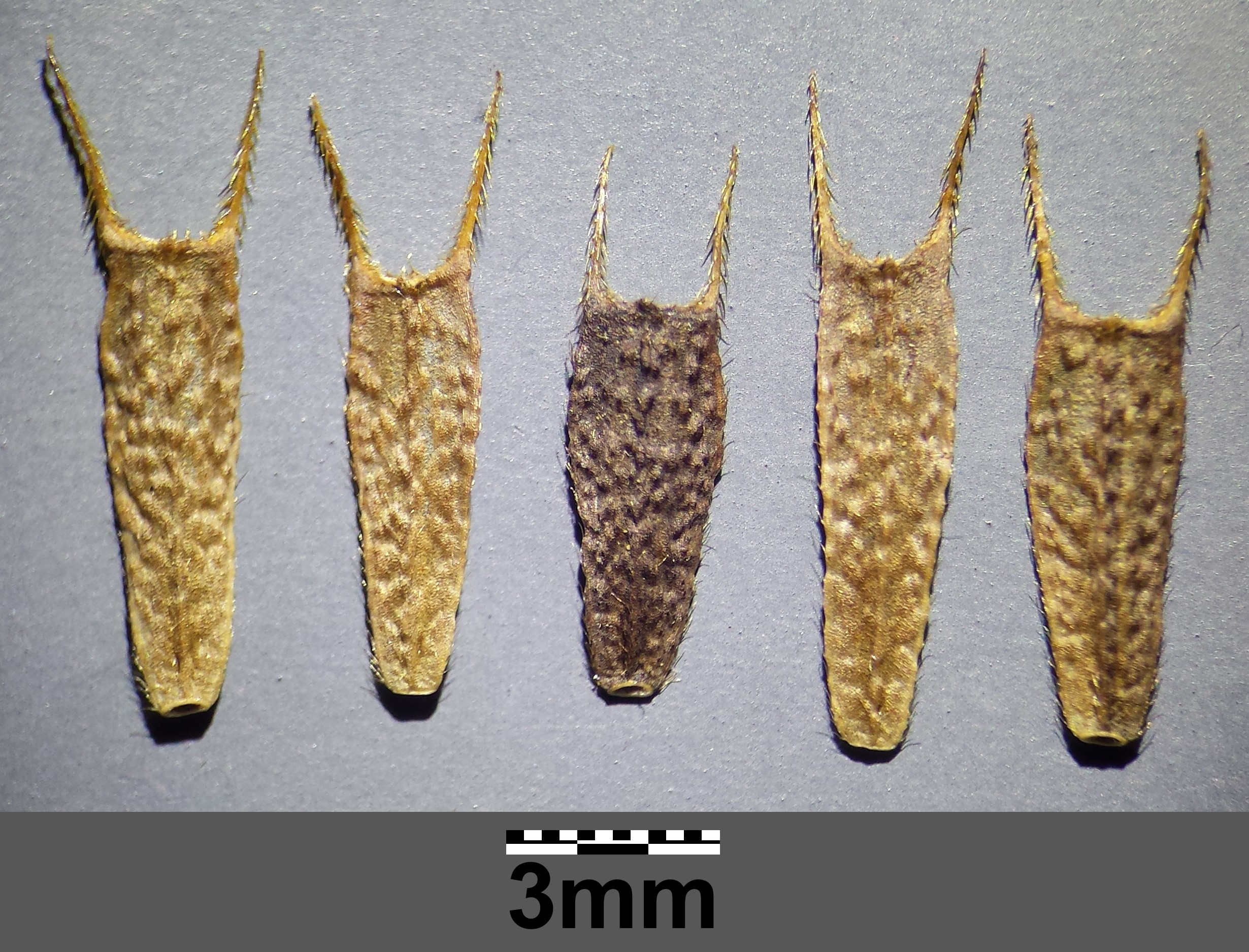
Früchte

- Bidens frondosus var. anomalus: Seltener als die meistens vorkommende Nominatform Bidens frondosa var. frondosa ist die Varietät Bidens frondosa var. anomala Porter ex Fernald

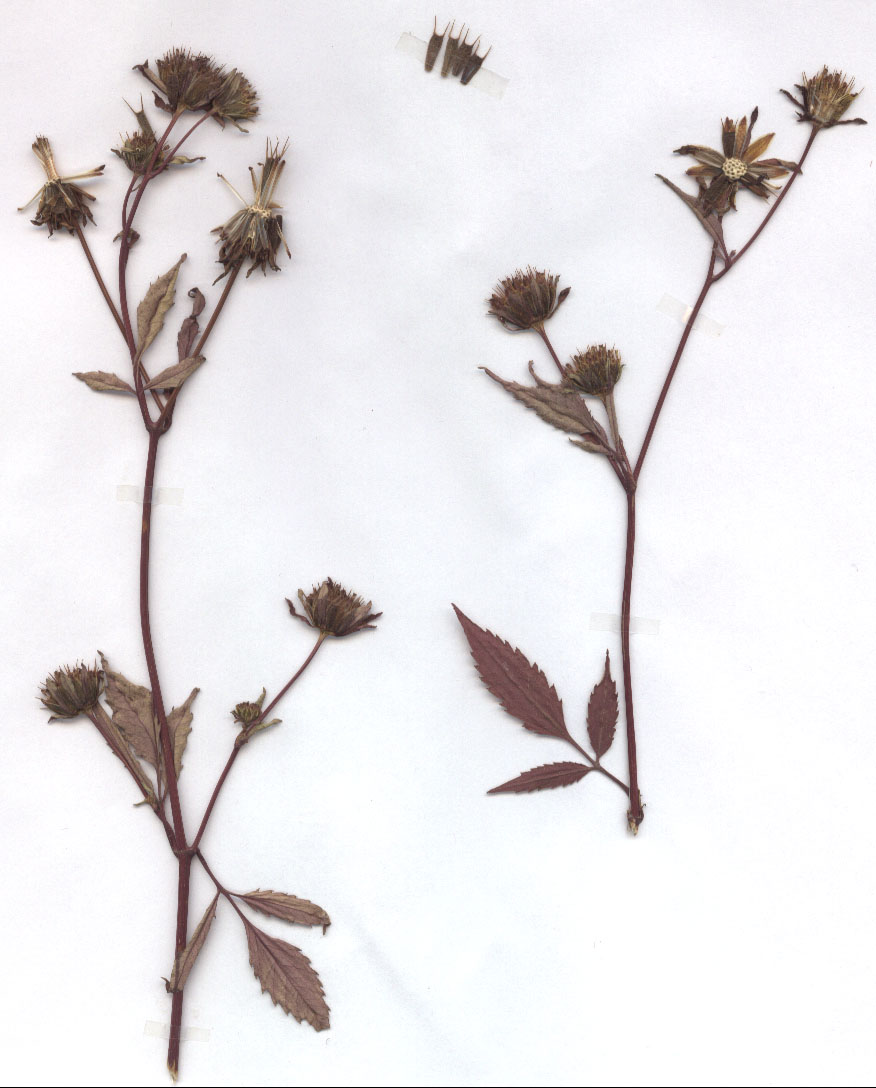
Bidens frondosa var. anomala (Herbarbeleg)
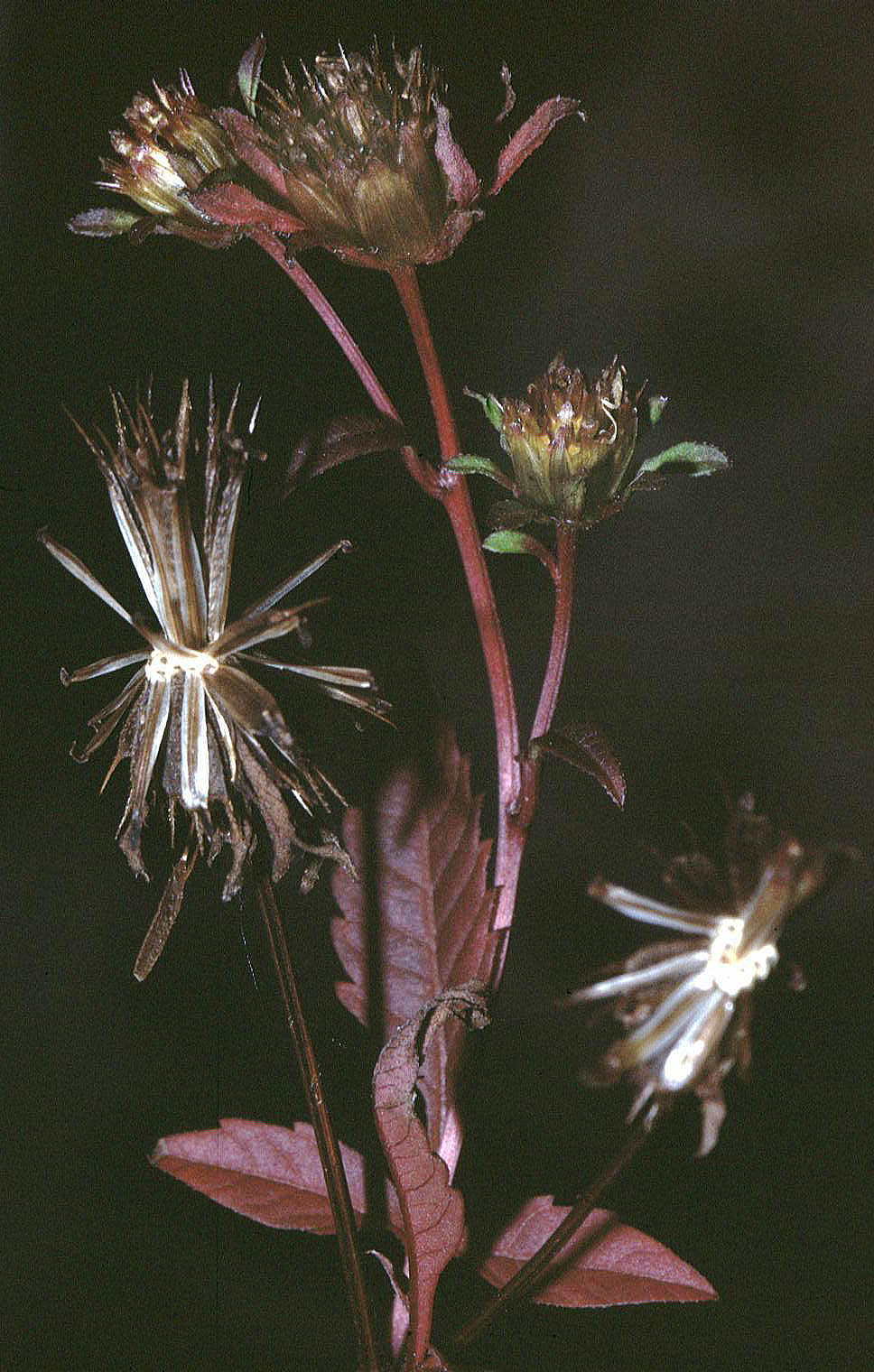
Bidens frondosa var. anomala (Habitus)
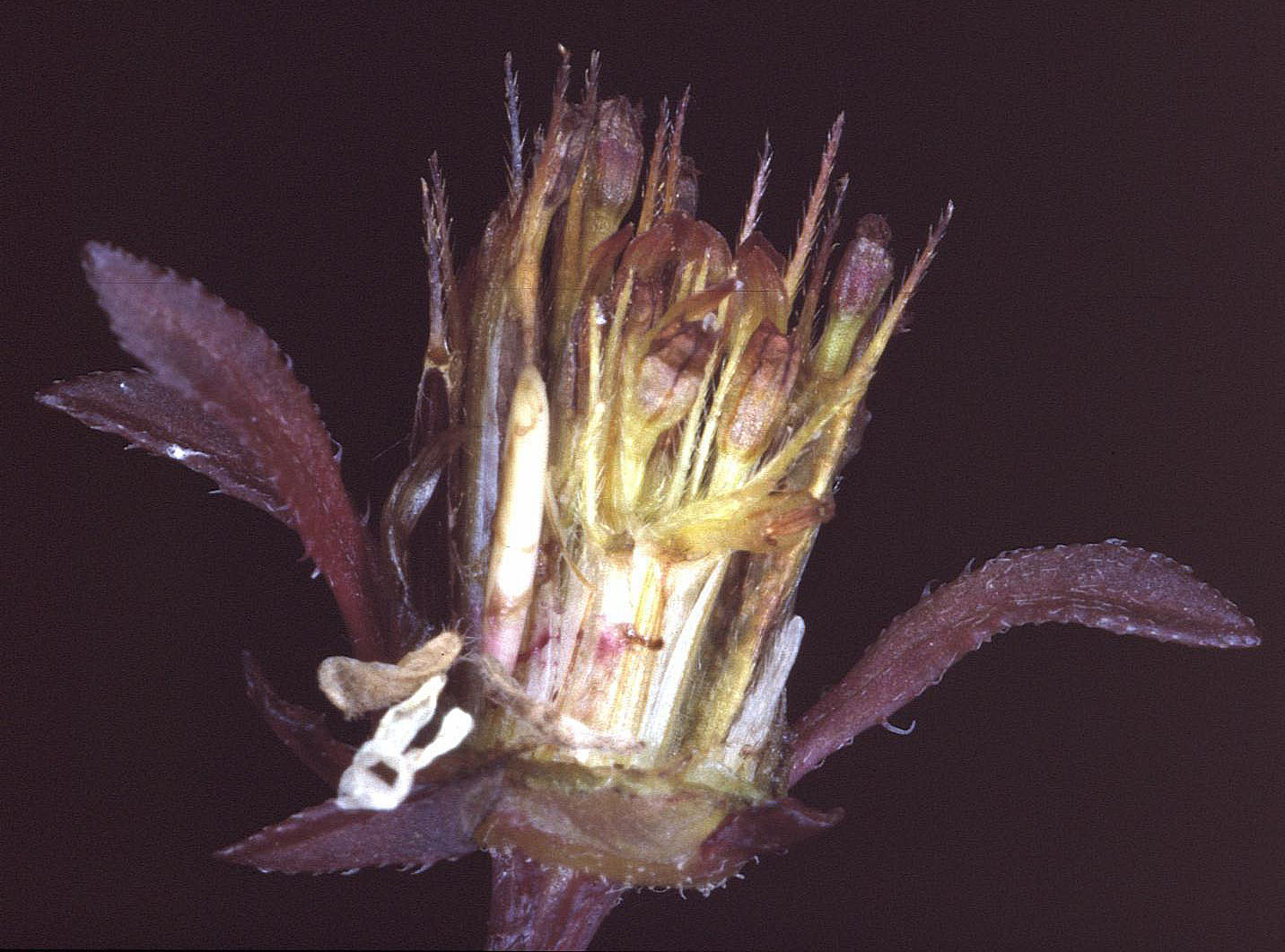
Bidens frondosa var. anomala (Blütenstand)
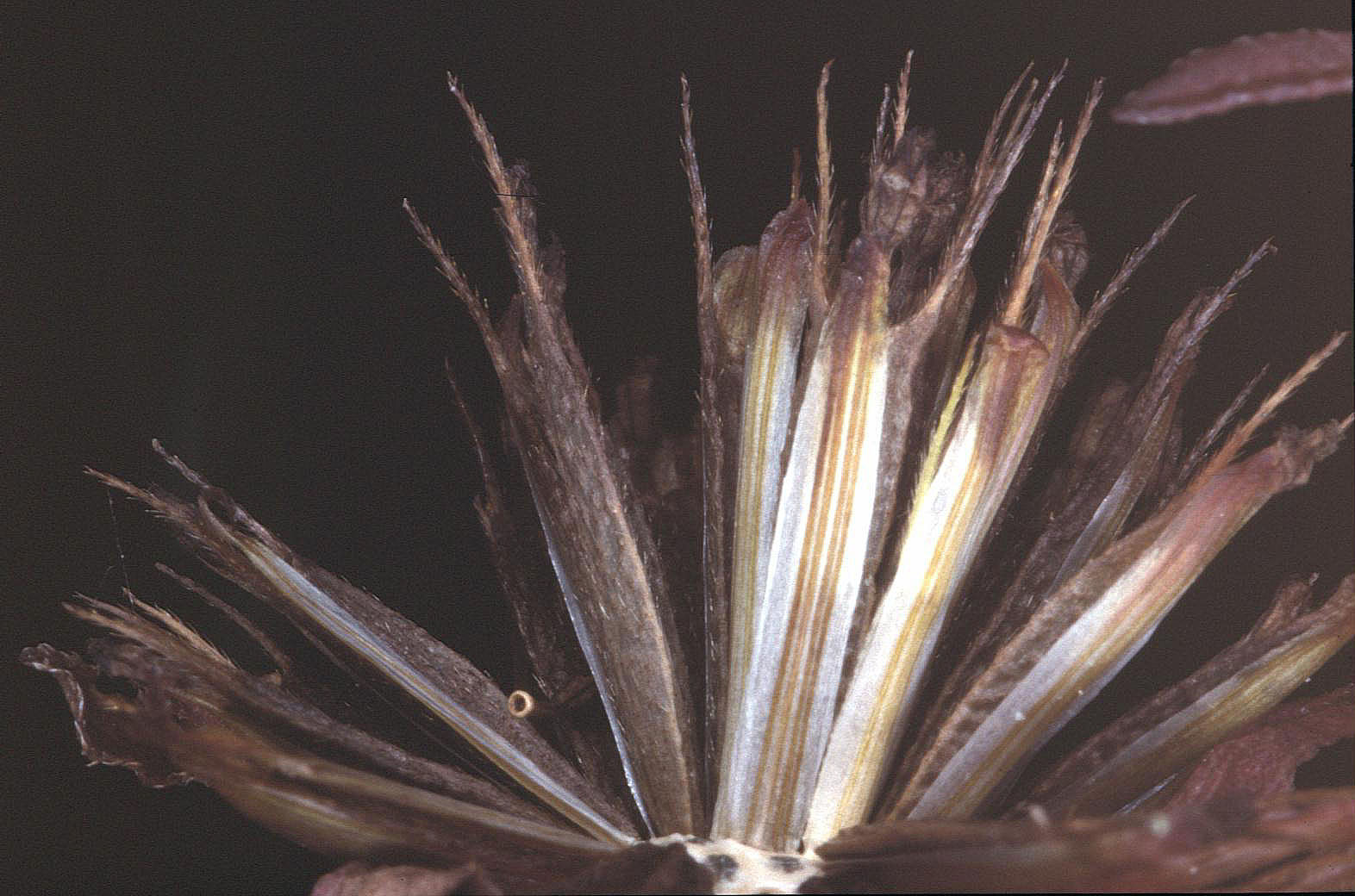
Bidens frondosa var. anomala (Früchte)

## Vorkommen

### Allgemeine Verbreitung
Die Heimat von Bidens frondosa ist Kanada und die Vereinigten Staaten. Bidens frondosa hat sich in Euroasien, in Marokko und Neuseeland als Neophyt ausgebreitet. Als Neophyt kommt Bidens frondosa in Europa von Portugal und Spanien über Frankreich, den Niederlanden, Österreich, Deutschland bis Italien, Bosnien, Tschechien, Ungarn bis Polen vor. Er zeigt eine submediterran-subatlantische Verbreitungstendenz. In Österreich findet man den Schwarzfrüchtigen Zweizahn zerstreut bis mäßig häufig entlang der großen Flüsse. In der Schweiz ist er im südlichen Tessin eingebürgert.

### Verbreitung in Deutschland
Der Schwarzfrüchtige Zweizahn kommt zerstreut im nördlichen Gebiet entlang der großen Flüsse vor. Teilweise ist er dort auch schon recht verbreitet zu finden. Er dringt zunehmend ins mittlere und südliche Gebiet vor, besonders entlang der schiffbaren Flüsse. Nur an der Donau ist er erst selten zu finden.

### Standortansprüche
Der Schwarzfrüchtige Zweizahn wächst an Ufersäumen, Flüssen, Gräben, Teichen, Seen, Straßenrändern usw. Er bevorzugt feuchte bis nasse, zeitweise überschwemmte, nährstoff- und stickstoffreiche, schlammige Böden. Selten findet er sich auch an trockenen Ruderalstellen. Bidens frondosa ist in Mitteleuropa eine Charakterart der Ordnung Bidentetalia tripartitae.
Die ökologischen Zeigerwerte nach Landolt et al. 2010 sind in der Schweiz: Feuchtezahl F = 4+w+ (nass aber stark wechselnd), Lichtzahl L = 3 (halbschattig), Reaktionszahl R = 3 (schwach sauer bis neutral), Temperaturzahl T = 4+ (warm-kollin), Nährstoffzahl N = 4 (nährstoffreich), Kontinentalitätszahl K = 2 (subozeanisch).

## Ausbreitungsgeschichte
Der aus Nordamerika stammende Schwarzfrüchtige Zweizahn wurde in Frankreich bei Montpellier schon 1762 beobachtet. Er gilt aber erst seit 1920 dort als eingebürgert. In Italien wurde er 1834 bei Palermo und 1849 bei Florenz beobachtet. In Portugal wurde er zuerst 1877 aufgefunden. In Deutschland wurde er zuerst 1891 auf Schutt bei Hamburg und 1894 bei Rathenow gesammelt. Die Art wurde von Paul Friedrich August Ascherson 1896 erkannt, war aber um diese Zeit schon weit verbreitet an der unteren Elbe, im Havel- und Spreegebiet und an der Oder. In der Schweiz wurde er zuerst von Thommen 1946 bei Melide am Luganersee beobachtet.